# Horst Selbiger

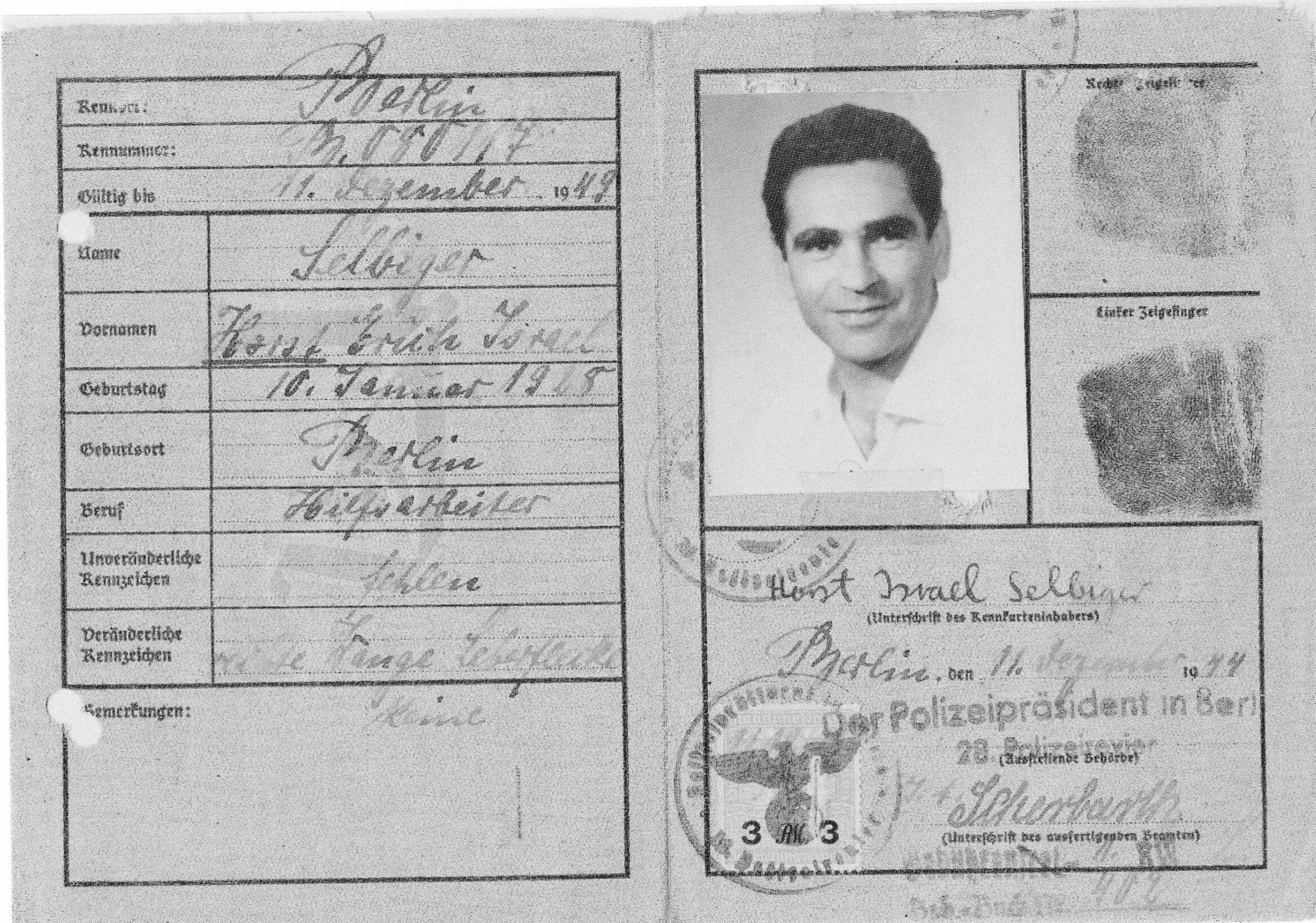
Jüdische Karte von Horst Israel Selbiger 1945

Horst Selbiger (* 10. Januar 1928 in Berlin) ist ein deutsch-jüdischer Journalist, Verfolgter des Naziregimes und Zeitzeuge der Shoa.

## Leben
Seine Eltern waren der jüdische Zahnarzt Erich Selbiger und seine nichtjüdische Ehefrau Erna, geborene Wegner. Er hatte einen Bruder Gerhard. Sein jüdischer Großvater betrieb eine Glaserei. Im Jahre 1934 wurde Horst eingeschult. Er war der einzige Jude in seiner Klasse in der Volksschule Sonnenallee. Schon als kleiner Junge erfuhr er von seinen Mitschülern Beschimpfungen als „Judensau“, Verachtung, Schläge und Ausgrenzung. Durch einen glücklichen Umstand wurde er in den jüdischen Sportverein „Makkabi“ aufgenommen, wo er Boxen lernte und sich so mehr Selbstvertrauen aneignete. Im Jahre 1938 musste er die allgemeine Schule verlassen und durfte nur noch die jüdische Schule besuchen. Auch Jahre später sprach er glücklich und erleichtert über die freundliche Atmosphäre und den guten Unterricht bei Lehrern, denen die Kinder Vertrauen und Hochachtung entgegenbrachten. Seine Lieblingsfächer waren Geschichte und Deutsch. Seine Deutschlehrerin vermittelte ihm die Liebe zu Sprache und Literatur.
Stark beeindruckte den Heranwachsenden das Erlebnis der Pogrome um den 9. November 1938. Als er am nächsten Morgen in die Schule gehen wollte, wurde er Zeuge der vandalistischen Aktionen der SA, die Wohnungen zerstörten, Betten aus den Fenstern warfen und die Schaufensterscheiben jüdischer Geschäfte zerschlugen. Die Lehrer standen vor dem Schulhaus und schickten die Schüler angesichts der drohenden Gefahr umgehend nach Hause. Als er daheim ankam, waren das Praxisschild des Vaters und die Wohnungstür mit roter Farbe beschmiert: „Vorsicht, Juden!“ Sein Vater, nach Horsts Schilderung ein sogenannter „Drei-Tage-Jude“, bekannte sich offen zu seinem Judentum – auch wenn er nur an hohen Feiertagen die Synagoge besuchte. Aber er war stolz darauf, als nationalbewusster Heeressoldat im Ersten Weltkrieg sich für Kaiser und Reich eingesetzt zu haben – trug er doch das Eiserne Kreuz. Aber er irrte sich: die Auszeichnung schützte ihn nicht davor, dass auch dem Zahnarzt die Praxis entzogen wurde und dass er und seine beiden Söhne zur Zwangsarbeit herangezogen wurden. Horst wurde zur Arbeit in der Carl Halfar Uniformen-Mützen Fabrik zwangsverpflichtet, wo er Tropenhelme fertigen musste für die deutsche Afrika-Truppe. Ein weiterer Einsatzort war ein Rüstungsbetrieb, wo er Flugzeugteile in einer heißen und ätzenden Lauge entfetten musste.
Ein weiteres einschneidendes Ereignis für ihn war der 27. Februar 1943, als auch er bei der sogenannten „Fabrik-Aktion“ verhaftet und in das ehemalige jüdische Gemeindehaus verfrachtet wurde – eine Sammelstelle für die beabsichtigte Deportation. Unter menschenunwürdigen katastrophalen Zuständen musste er dort zusammengepfercht mit vielen anderen Verhafteten zubringen. Inzwischen hatten sich auf den Straßen vor den Sammelstellen zahlreiche nichtjüdische Frauen und Mütter eingefunden, die gegen die Deportation ihrer Ehemänner und Söhne protestierten (siehe auch Rosenstraße-Protest). Der Protest dieser auf mehrere Tausend Frauen angewachsenen Menge hat auch die SS zum Einlenken gezwungen, so dass sie ihr Vorhaben aufgaben.
Nach der Befreiung vom Nationalsozialismus war sich Selbiger unschlüssig, ob er in Deutschland, bleiben oder lieber in die USA gehen sollte. Er rang sich durch, 1949 in die DDR zu ziehen, trat der FDJ bei und wurde Mitglied der SED. Er erhielt von der ABF die Hochschulreife und studierte anschließend Journalistik. Danach wurde er Pressereferent beim Nationalrat der Nationalen Front. Weil er sich als Mentor Heinz Brandt ausgesucht hatte, wurde er nach dem Aufstand vom 17. Juni 1953 von der Parteiführung der Fraktion Herrnstadt/Zaisser zugerechnet, bekam nach einem Parteiverfahren  Berufsverbot. Nach den politklimatischen Änderungen des XX. Parteitages der KPDSU wurde Selbiger rehabilitiert und zum Leiter der Kulturabteilung der Humboldt-Universität bestellt. Er wurde freischaffender Journalist und Mitglied des DDR-Schriftstellerverbandes. 1964 ging er aus Enttäuschung, dass seine Genossen mit seinem Mentor Heinz Brandt sehr schmählich umgegangen waren, in den Westen. In der Bundesrepublik eröffnete er ein Reisebüro, das ihm aber nicht den erhofften wirtschaftlichen Erfolg brachte. Was ihm am meisten zusetzte, war ein jahrelanger Kampf um die Anerkennung als rassisch und politisch Verfolgter. 1970 erhielt er endlich diese Anerkennung, während sein Kampf um Entschädigung für gesundheitlich erlittene Beschädigungen auch nach 15 Jahren erfolglos blieb.
Heute ist Horst Selbiger noch unterwegs, um Schülern und Heranwachsenden seine Erfahrungen mit Faschismus und Rassismus weiterzugeben. Er ist Mitbegründer des Vereins „Child Survivors Deutschland e.V. – Überlebende Kinder der Shoah“ Er war jahrelang 1. Vorsitzender und ist heute  Ehrenvorsitzender des Vereins.
Selbiger war verheiratet mit Ingeborg Wulf. Sie brachte ihren Sohn Reinhard (geboren 1948) in die Ehe mit.

## Veröffentlichungen

### Literarische Arbeiten
- Es wird kommen der Tag. 1. Auflage, Rütten & Loening, 1956, historische Erzählung.
- 75 Jahre Berliner Stromversorgung. Mitautorin Lieselotte Stranz-Gassner, Herausgeber: Berliner Kraft und Licht (BEWAG)-Aktiengesellschaft, Berlin 1959.
- Wilhelm-Pieck-Stadt Guben – Gestern, heute, morgen. unveröffentlicht.
- Verfemt – verfolgt – verraten. 1. Auflage, Spurbuchverlag, Baunach 2018, ISBN 978-3-88778-458-4.

### Theaterstücke
- Der Zitronenfalter. Mitautorin Ursula Geißler, Uraufführung Weltfestspiele 1951.
- Michael Kohlhaas. Kleistbearbeitung für die Naturbühne, Uraufführung 1960.
- Jawa-Club 63. Revue, Uraufführung 1963, Tour durch Städte der DDR.

### Hörspiele
(alle inszeniert vom Berliner Rundfunk, Nalepastraße)
- Vor Madrid auf Barrikaden. 1956.
- Franktireurs. 1956.
- Mut. 1956.
- Heinis verhinderter Start. Teil 1 und 2, 1957.
- Aurora – Morgenröte einer neuen Zeit. Teil 1 und 2, 1957;
- Frühjahr 1848. 1958.
- Gustav Adolf Schlöffel. 1958.
- Mord im Polizeipräsidium. 1959.
- Michael Kohlhaas. 1960.
- Der Lebensweg des Dr. Ehrlich. 1960.
- Liebe, Lüge, Leidenschaft. 1961.
- Waffen für Dänemark. 1961.
- Planquadrat 4 B 63. 1962.
- Thomas Münzer. 1963.
- Das war Lützows wilde verwegene Jagd. 1963.
- Ein Fetzen Papier. 1964.

### Rundfunk- und Fernsehbeiträge
(Mitteldeutscher Rundfunk)
- Reportage-Reihe Der Ausbau des Rostocker Hochseehafens. – vom Transport der gesammelten Findlinge 1957 bis zur Einweihung des Überseehafens Rostock am 30. April 1960. Wochenberichte für die Aktuelle Kamera.
- All das geschah am helllichten Tage. Landtag Mecklenburg-Vorpommern, Referat Öffentlichkeitsarbeit, Schwerin 2015.
- Es wird kommen der Tag. Rütten & Loening, Berlin 1956.[3]

## Ehrungen
- 1951 Ehrenpreis des Zentralrats der FDJ